# 오스니얼 찰스 마시
오스니얼 찰스 마시(Othniel Charles Marsh, 1831년 10월 29일 ~ 1899년 3월 18일)는 미국의 고생물학자이다. 미국 서부에서 많은 화석들을 발견하고 명명한 19세기의 가장 저명한 고생물학자 중 한 사람이다.
마시는 말의 진화 역사에 기여한 것을 비롯하여 1800년대 후반 공룡 화석 전쟁이 벌어지는 동안 여러 가지 공룡을 발견하고 명명했다. 1800년에는 삼촌이자 자본가인 조지 피바디의 경제적 후원을 받아 예일 대학교에 피바디 자연사박물관을 설립하는 데 도움을 주었다. 그는 예일 대학교의 교수이기도 했다. 마시는 또한 1882년에 최초의 공룡 분류를 출간하기도 했는데 이 분류가 현대 공룡 분류의 기초가 되었다. 같은 해 미국 지질조사국에서 공식적으로 척추동물 고생물학자로 임명하기도 했다.